# Georg Jensen A/S
 For alternative betydninger, se Georg Jensen A/S (flertydig). (Se også artikler, som begynder med Georg Jensen A/S)
Georg Jensen A/S, oprindeligt Georg Jensens Sølvsmedie A/S, er en dansk sølvsmedje og sølvvarefabrik, stiftet 19. april 1904 af sølvsmeden Georg Jensen (1866-1935). I 1972 blev Georg Jensen A/S købt af Royal Copenhagen, der fra 1987 blev et datterselskab under koncernen Royal Scandinavia. Det er et af Danmarks mest succesrige designvirksomheder med en stor eksport til udlandet og flere butikker verden over.
14. september 2023 blev der annonceret en aftale om at den finske koncern Fiskars vil købe Georg Jensen for 151,5 millioner euro svarende til 1,1 milliarder kroner.

## Sølvsmedien grundlægges
Som 14-årig kom Georg Jensen i guldsmedelære og efter endt læretid besøgte han Kunstakademiet, hvorfra han fik afgang som billedhugger; derefter tog han i flere år på studierejse til udlandet. Han arbejdede en tid med keramik sammen med den senere kunstneriske direktør for Den kongelige Porcelainsfabrik Christian Joachim og startede i 1904 sin egen sølvsmedje i et lille lokale over en port i Bredgade i København.
Allerede fra begyndelsen gjorde Georg Jensens arbejder lykke og blev erhvervet af en række museer, og de vandt hurtigt stor udbredelse. I 1912 flyttedes virksomheden til Knippelsbrogade 2-4 samme år åbnes den første butik Bredgade 21, København.
Georg Jensens Sølvsmedie havde allerede under Første Verdenskrig lidt meget under manglen på sølv, og i 1916 stiftes aktieselskabet Georg Jensen & Wendel. I 1917 skød Georg Jensens svoger, Thorolf Møller, sammen med ingeniør P.A. Pedersen (1869-1937), således 440.000 kr. i selskabet. 1919, da selskabets flyttes til Ragnagade 7, hvor en stor moderne fabriksejendom var opført i nybarok ved arkitekt Gotfred Tvede, skød P.A Pedersen endnu et stort beløb i firmaet, så aktiekapitalen steg til 1.200.000 kr., og i den forbindelse overtog han formandsposten. I efterkrigstidens økonomiske krise, så han sig også nødsaget til at overtage selskabets ledelse, og i 1924 trådte Georg Jensen tilbage som administrerende direktør. 1925, da kontrollen med sølvsmedjen stille gik tabt, flyttede Georg Jensen til Paris for at åbne en filial. Tilbage i Danmark i 1926, fortsatte han som kunstnerisk leder indtil sin død i 1935.
New York filialen blev en meget vigtig filial, og dens agent Frederik Lunnning (1881-1952) - stifteren af Lunningprisen - var dens utrætteligen drivkraft. Han begyndte med at vise frem Georg Jensens varer i lobbyerne på de fineste hoteller i byen, og med ordrer, der strømmede ind, hjalp dette med at redde Georg Jensen fra krisen hjemme. Det var Lunning, der etablerede Georg Jensen-butikken på 5th Avenue.
I starten af 30’erne oprettede P. A. Pedersen PLATA for at fremstille produkter i sølvplet og stål. Dette var noget som Georg Jensen ikke ville have med at gøre, men nye ’billige’ produkter var en nødvendighed på et tidspunkt, hvor landet var i økonomisk depression.
I 1931 tog P.A. Pedersen sin søn, Anders Hostrup-Pedersen, ind i sølvsmediens ledelse, og efter hans død i 1937, overtog han helt som administrerende direktør. Frem til 1970, i denne post, satte A. Hostrup-Pedersen sit stærke præg på virksomhedens udvikling, ved at knytte en række fremtrædende kunstnere til firmaet og ved at udvikle selskabet internationalt. Som drivende kraft bag en række store udstillinger af dansk kunsthåndværk i udlandet, fik han selvfølgelig altid Georg Jensen forfremmet.
Efter besættelsen udvidede Georg Jensens Sølvsmedie med et nyt fabriksanlæg i Gladsaxe, tegnet (1952) af arkitekt Oscar Gundlach-Pedersen, der også stod for indretningen af flere forretninger i udlandet (bl.a. Paris 1952) samt sølvtøj.

## Samarbejde med kunstnere
Georg Jensen har haft samarbejde med en række kunstnere, hvoraf en del har været fast knyttet til virksomheden. Af disse kan nævnes Georg Jensens søn, sølvsmeden Jørgen Jensen og maleren Johan Rohde, med hvem samarbejdet begyndte allerede i 1906 og varede til Johan Rohdes død i 1935. Af andre kan nævnes tegneren Harald Nielsen, Sigvard Bernadotte, som var fast knyttet til virksomheden siden 1930, billedhuggeren Arno Malinowski, billedhuggeren Henning Koppel og billedhuggeren Gundorph Albertus, som blev underdirektør i virksomheden og leder af værkstederne.
Andre designere, der har arbejdet for Georg Jensen, er Nanna Ditzel, Inger Hanmann, Grethe Meyer, Jens H. Quistgaard, Vivianna Torun Bülow-Hübe og Erik Bagger og i nyere tid Bo Bonfils og Isabell Kristensen.

## Eksport og butikker i udlandet
Allerede i 1908 begyndte salget i Tyskland. Kort før 1. verdenskrig i 1914 begyndte det i Sverige og i 1919 blev det første Georg Jensen-udsalg i udlandet oprettet, nemlig forretningen i Paris; i 1922 blev forretningen i London oprettet; i 1923 i New York og samme år i Barcelona. Senere er der oprettet Georg Jensen-udsalg i Bruxelles, Genève (1949), Buenos Aires (1949) og Stockholm, men desuden findes der forhandlere af Georg Jensen-sølvet i en lang række lande og størstedelen af firmaets produktion eksporteres.

## Adm. direktører
Denne liste er ufuldstændig; hjælp gerne med at udfylde den.
- 1904 – 1926: Georg Jensen
- 1926 – 1937: civilingeniør P.A. Pedersen (1869-1937)
- 1937 – 1970: civilingeniør Anders Hostrup-Pedersen (1902-1980), søn af P.A. Pedersen.
- 1970 - 1976: Bent le Févre
- 1999 – 2003: Michael Ring
- 2007 – 2013: Ulrik Garde Due
- 2013 - 2016: David Chu
- 2016 - 2017: Eva-Lotta Sjöstedt
- 2017 - : Francesco Pesci
- 2021- Mehul Tank